# Macromeracis luteiventris
Macromeracis luteiventris är en tvåvingeart som först beskrevs av Philippi 1865.  Macromeracis luteiventris ingår i släktet Macromeracis och familjen vapenflugor. Inga underarter finns listade i Catalogue of Life.